# Phellia phassonesiotes
Phellia phassonesiotes is een zeeanemonensoort uit de familie Sagartiidae.
Phellia phassonesiotes is voor het eerst wetenschappelijk beschreven door Bourne in 1918.